# Z型并苯
Z型并苯（英語：Zethrene）是由两个非对映体单元组成的多环芳烃。根据Clar's规则，两个外侧的萘环单元是有芳香性的，但两个中心双键却一点也不具有芳香性。因此，该化合物有着较多的学术研究。Z型并苯是暗红色的，它对光敏感，在日光灯照射下12 h便可完全分解。其熔点为262℃。

## 制备
Z型并苯最初由Erich Clar于1955年分别由1,2-二氢苊和䓛为原料合成。Mitchell和Sondheimer由苯环化的[10]轮烯制备了这种化合物。
| 1968年Sondheimer所用的Z型并苯合成路线 |
| 1968年Sondheimer所用的Z型并苯合成路线 |

Kemp、Storie和Tulloch报道了一种硫的挤压法；Wu等人报道通过偶联反应，或者说二聚化后原位（in situ）去甲硅烷基化（desilylization）反应来合成它。
| 2010年Wu所用的Z型并苯合成路线 |
| 2010年Wu所用的Z型并苯合成路线 |

2013年，Heck的变体有了报道。
Z型并苯的衍生物是已知的。

## 结构
X射线晶体学表明，Z型并苯是一种平面分子。相比于芳香组分，分子中心部分的键长与单键或双键的自身键长一致。